# Teiniaguá
A  lenda da 'Teiniaguá', também conhecida como Salamanca do Jarau é uma lenda gaúcha,  que conta a história de uma princesa moura que se transforma em uma bruxa e que vem em uma urna de Salamanca, na Espanha para uma caverna no Cerro do Jarau, em Quaraí, no Rio Grande do Sul.

## História
Um ícone da cultura gaúcha, a Teiniaguá, é uma princesa da região moura, transformada em lagartixa pelo Diabo Vermelho dos índios, Anhangá-Pitã. Séculos atrás, quando caiu o último reduto árabe na Espanha, veio fugida e transfigurada em uma velha, para que não fosse reconhecida e aprisionada.
Corpo de lagartixa (ou salamandra), encontra-se no lugar de sua cabeça uma pedra preciosa cintilante, cor de rubi, que fascina os homens e os atrai, destinada a viver em uma lagoa no Cerro do Jarau. O nome Salamanca, ao invés de "salamandra", é reconhecido também como referência à cidade espanhola de Salamanca, a qual foi ocupada pelos islâmicos do norte da África entre os séculos VIII e X, e que ficou por muito tempo na zona de combate entre os islâmicos do Sul e os cristãos do Norte. Esta é uma explicação que reitera a referência à princesa ou nobre moura.
Mas um dia o sacristão da igreja da aldeia próxima, assolado pelo calor, foi até a lagoa refrescar-se. Ao se aproximar percebeu que a lagoa fervia e na sua frente  Teiniaguá surgiu, rapidamente ele a agarrou, a aprisionou em uma guampa, e foi para seus aposentos atrás da igreja. Durante a noite, ao abrir a guampa, ocorre uma mágica, ela volta a ser mulher e lhe pede vinho. Sabendo que o único vinho que podia oferecer era o do padre, não hesitou em buscá-lo. Todas as noites o fato se repetia, e os padres começaram a desconfiar; uma noite entraram no quarto do sacristão, a Teiniaguá, rapidamente se transformou em lagartixa e fugiu para as barrancas do Uruguai,enquanto ele foi preso.
O sacristão foi condenado a morte, e no dia da aplicação da sentença, sua amada sentiu um mau pressentimento e voltou à aldeia para resgatá-lo. Utilizando magia, o encontrou e nesse momento houve um grande estrondo, que produziu fogo e fumaça e tudo afundou.
Ficaram confinados após isso, em uma caverna profunda, chamada de Salamanca do Jarau. De onde só sairiam quando surgisse alguém capaz de cumprir as sete provas: as espadas ocultas na sombra,
a arremetida de jaguares e pumas furiosos, a dança dos esqueletos, o jogo das línguas de fogo e das águas ferventes, a ameaça da boicininga amaldiçoada (única que não está presente na literatura épica, é um aproveitamento folclórico), o convite das donzelas cativas, o cerco dos anões.
Com os desafios superados, seria concedido ao valente vencedor um desejo, o qual, ele deveria depois renegar. Após duzentos anos, chega à furna um gaúcho chamado Blau, que conheceu a lenda através de sua avó charrua. Sem hesitar ele cumpriu as provas, porém, não desejou nada. A princesa ficou triste, pois assim não conseguiriam, ela e seu amado sacristão, libertarem-se do encanto. Quando o gaúcho montava em seu cavalo para ir embora, o sacristão lhe deu uma moeda de ouro, como lembrança de sua estada; sem poder recusar, colocou a moeda no bolso e foi embora.
Alguns dias depois ficou sabendo que um amigo seu desistira de ser criador de gado, lembrou da moeda e foi comprar um boi, mas ao retirá-la para pagar foram surgindo novas moedas e ele conseguiu comprar todos. Admirado com a riqueza de Blau, o amigo espalhou a notícia, e todos ficaram espantados com ela. Acreditando que ele havia feito um pacto com o demônio, ninguém mais quis lhe vender nem comprar nada. Sentindo saudade da vida de antes, voltou à gruta para devolver a moeda mágica. Chegando lá, contou a história ao sacristão e lhe devolveu a moeda.  Ao colocá-la em sua mão, o feitiço foi quebrado com uma grande explosão.
Da furna saíram os dois condenados, transformados em um belo casal de jovens. Casaram-se e trouxeram a descendência indígena-ibérica aos povoados do Rio Grande do Sul.

## Registro escrito e influências
Esta lenda, registrada por João Simões Lopes Neto e publicada pela primeira vez no ano de 1913, inspirou Érico Veríssimo a escrever A Teiniaguá, parte de seu romance famoso "O Tempo e o Vento". Duas quadrinizações foram feitas, a primeira Salamanca do Jarau: Blau Nunes e As sete provas da Teiniaguá, roteirizada por Renato Motta com desenho de Saulo Morales publicada em 2007 pela WS Editor e a segunda A Salamanca do Jarau, com roteiro e desenhos de Henrique Kipper, publicada em 2015 através do Programa de Ação Cultural do Estado de São Paulo. A lenda também inspirou o desenho animado brasileiro Jarau.

### Representações na cultura
- Interpretada por Juliana Paes, em A Casa das Sete Mulheres. Na série, também é apresentada a ideia de que o histórico personagem Bento Manuel Ribeiro, buscasse pela proteção da moura, consultando-a no Cerro do Jarau.
- Dá nome a uma história da primeira parte da longa série de O Tempo e o Vento, do escritor Érico Veríssimo, "A Teiniaguá", alusão simbólica à personalidade sádica e volúvel da protagonista Luzia.[5] O mito é relatado igualmente em outras partes da série.

## Filmes
- Cerro do Jarau (2005), Piedra Filmes, Direção: Beto Souza[6]